# Левін (Лодзинське воєводство)
Левін (пол. Lewin) — село в Польщі, у гміні Садковиці Равського повіту Лодзинського воєводства.
Населення — 155 осіб (2011).
У 1975-1998 роках село належало до Скерневицького воєводства.

## Демографія
Демографічна структура станом на 31 березня 2011 року:
|          | Загалом | Допрацездатний вік | Працездатний вік | Постпрацездатний вік |
| -------- | ------- | ------------------ | ---------------- | -------------------- |
| Чоловіки | 74      | 19                 | 48               | 7                    |
| Жінки    | 81      | 18                 | 37               | 26                   |
| Разом    | 155     | 37                 | 85               | 33                   |